# Маргарета Анна фон Йотинген-Балдерн
Вижте пояснителната страница за други личности с името Анна фон Йотинген.
Маргарета Анна фон Йотинген-Балдерн (на немски: Margaretha Anna; * ок. 1618; † 19 юни 1684, Прага) е графиня от Йотинген-Балдерн и чрез женитба графиня на Тун-Хоенщайн в Тирол.

## Произход
Тя е дъщеря на граф Ернст I фон Йотинген-Балдерн (1584 – 1626) и съпругата му графиня Катарина фон Хелфенщайн-Визенщайг (1589 – 1638), дъщеря на граф Рудолф II фон Хелфенщайн-Визенщайг (1560 – 1601) и Анна Мария фон Щауфен († 1600). По-малката ѝ сестра Мария Магдалена (1619 – 1688) се омъжва през 1650 г. във Виена за маркграф Вилхелм фон Баден-Баден (1593 – 1677).

## Фамилия
Маргарета Анна се омъжва на 6 юли 1637 г. в Прага за граф Йохан Зигизмунд фон Тун и Хоенщайн (* 20 септември 1594; † 29 юни 1646), син на Йохан Киприан фон Тун-Хоенщайн (1569 – 1630), станал 1629 г. имперски граф фон Хоенщайн, и Анна Мария фон Прайзинг. Тя е третата му съпруга. Те имат децата:
- Парис Доминикус († 24 октомври 1697)
- Рудолф Йозеф фон Тун-Хоенщайн († 20 май 1702), епископ на Зекау
- Йохана Катарина (* 5 септември 1635; † 23 август 1688), монахиня кармелитка
- Максимилиан фон Тун-Хоенщайн (* 19 август 1638; † 7 август 1701), носител на ордена на Златното руно, женен I. за графиня Мария Франциска Емеренция фон Лодрон († 12 май 1679), II. на 11 август 1680 г. за графиня Мария Максимилиана фон Лихтенщайн (* 14 август 1659; † 17 юли 1687), III. пр. 1694 г. за графиня Мария Аделхайд фон Прайзинг; той основава Бохемската линия
- Франц Зигмунд (* 1 септември 1639; † 3 май 1702), гранд-приор на Малтийския орден, посланик в Лондон и Варшава, фелдмаршал 1700 г.
- Ромедиус Константин (* 2 март 1641; † 30 април 1700), женен 1669 г. за графиня Франциска Барбара фон Салм-Нойбург (* 1655; † 20 февруари 1707)
- Йохан Ернст фон Тун-Хоенщайн (* 3 юли 1643, Прага; † 20 април 1709), епископ на Зекау (1679 – 1687), княжески архиепископ на Залцбург (1687 – 1709)
- Йозеф (* 1644; † 1697), монах капуцинец
- 5 деца († млади)